# Michael Kazin
Michael Kazin (ur. 6 czerwca 1948 w Nowym Jorku) – profesor historii na Uniwersytecie Georgetown. Jest współwydawcą (wraz z Michaelem Walzerem) magazynu Dissent.

## Młodość i edukacja
Kazin urodził się w Nowym Jorku i dorastał w Englewood w stanie New Jersey. Jest synem pisarza i krytyka literackiego Alfreda Kazina. Otrzymał licencjat nauk społecznych na Uniwersytecie Harvarda, tytuł magistra historii na Portland State University oraz tytuł doktora historii na Uniwersytecie Stanforda.

## Kariera
Jego zainteresowania naukowe koncentrują się na amerykańskich ruchach społecznych XIX i XX wieku. Jest autorem książek dotyczących historii ruchu pracowniczego (Barons of Labor: The San Francisco Building Trades and Union Power in the Progressive Era), populizmu (The Populist Persuasion: An American History) oraz biografii kandydata na prezydenta USA – Williama Jenningsa Bryana (A Godly Hero: The Life of William Jennings Bryan). Jego książka American Dreamers: How the Left Changed a Nation została wydana przez wydawnictwo Knopf we wrześniu 2011, a jej polski przekład opublikowano w maju 2012 nakładem Wydawnictwa Krytyki Politycznej.

## Publikacje
- Michael Kazin: Amerykańscy marzyciele : jak lewica zmieniła Amerykę. Michał Sutowski (tłum.). Warszawa: Wydawnictwo Krytyki Politycznej, 2012, s. 399. ISBN 978-83-62467-51-8.